# Aleksander Matusiewicz
Aleksander Matusiewicz (ur. 23 sierpnia 1892 w m. Worodyszcze w Rosji, zm. wiosną 1940 w Charkowie) – major piechoty Wojska Polskiego, ofiara zbrodni katyńskiej.

## Życiorys
Był synem Aleksandra. W 1919 został przyjęty do Wojska Polskiego byłych Korpusów Wschodnich i byłej armii rosyjskiej. Od sierpnia 1919 do marca 1920 dowodził batalionem w 49 Pułku Piechoty. Następnie służył w 65 Pułku Piechoty w Grudziądzu na stanowisku dowódcy batalionu, a później dowódcy kompanii i oficera materiałowego. 3 maja 1922 został zweryfikowany w stopniu kapitana ze starszeństwem z 1 czerwca 1919 i 1638. lokatą w korpusie oficerów piechoty, a 2 kwietnia 1929 mianowany majorem ze starszeństwem z 1 stycznia 1929 i 45. lokatą w korpusie oficerów piechoty. W lipcu 1929 został przeniesiony do 41 Pułku Piechoty w Suwałkach na stanowisko dowódcy batalionu. W marcu 1932 został przesunięty na stanowisko kwatermistrza. W listopadzie tego roku został przeniesiony z 41 pp na stanowisko komendanta placu Inowrocław. W lipcu 1935 został zwolniony z zajmowanego stanowiska i oddany do dyspozycji dowódcy Okręgu Korpusu Nr VIII. W tym samym roku został przeniesiony w stan spoczynku.
W czasie kampanii wrześniowej 1939 – po agresji ZSRR na Polskę – w nieznanych okolicznościach dostał się do niewoli sowieckiej. Przebywał w obozie w Starobielsku. Wiosną 1940 został zamordowany przez funkcjonariuszy NKWD w Charkowie i pogrzebany potajemnie w masowej mogile w Piatichatkach, gdzie od 17 czerwca 2000 mieści się oficjalnie Cmentarz Ofiar Totalitaryzmu w Charkowie. Figuruje na Liście Starobielskiej NKWD pod poz. 2221.
5 października 2007 minister obrony narodowej Aleksander Szczygło mianował go pośmiertnie na stopień podpułkownika. Awans został ogłoszony 9 listopada 2007 w Warszawie, w trakcie uroczystości „Katyń Pamiętamy – Uczcijmy Pamięć Bohaterów”.

## Ordery i odznaczenia
- Krzyż Walecznych[17]
- Srebrny Krzyż Zasługi (10 listopada 1928)[18][17]